# Pharneuptychia pharnabazos
Pharneuptychia pharnabazos är en fjärilsart som beskrevs av Felix Bryk 1953. Pharneuptychia pharnabazos ingår i släktet Pharneuptychia och familjen praktfjärilar. Inga underarter finns listade i Catalogue of Life.